# Sam Bankman-Fried
Sam Bankman-Fried (Stanford, California, 5 de marzo de 1992), también conocido por sus iniciales SBF, es un exempresario, inversor y estafador estadounidense convicto por fraude. Es el fundador y ex director ejecutivo de FTX, una plataforma de intercambio de criptomonedas; FTX. US, su filial estadounidense; y Alameda Research, una empresa de comercio de criptomonedas. 
FTX experimentó una crisis de solvencia a finales de 2022, lo que provocó el colapso de la criptomoneda nativa de FTX token (FTT). En medio de la crisis, el defraudador Bankman-Fried anunció que cerraría las operaciones en Alameda Research y renunció como director ejecutivo de FTX, que se acogió al Capítulo 11 de la ley de quiebras de los Estados Unidos.
El patrimonio neto de Bankman-Fried alcanzó un máximo de 25.000 millones de dólares. En octubre de 2022, tenía un patrimonio neto estimado de 10.500 millones de dólares. Sin embargo, el 8 de noviembre de 2022, en medio de la crisis de solvencia de FTX, se estimó que su patrimonio neto había caído un 94 % en un día, bajando a 991,5 millones de dólares, según el índice de multimillonarios de Bloomberg, la mayor caída en un día en la historia del índice. El 11 de noviembre de 2022, dicho índice consideró que Bankman-Fried no tenía riqueza material. Antes de que la riqueza de Bankman-Fried se erosionara en noviembre de 2022, Bankman-Fried era un importante donante del Partido Demócrata.
El 2 de noviembre de 2023, un jurado de 12 miembros lo declaró culpable de siete cargos de fraude, conspiración y lavado de dinero, y su sentencia fue anunciada el 28 de marzo de 2024. Fue sentenciado a 25 años de prisión y también se le ordenó devolver 11,2 mil millones de dólares.

## Primeros años y educación
Bankman-Fried nació en 1992 en el campus de la Universidad de Stanford en el seno de una familia de académicos. Nacido y criado en una familia judía de clase media alta de California, es hijo de Barbara Fried y Joseph Bankman, ambos profesores de la Facultad de Derecho de Stanford. Su tía Linda P. Fried es la actual decana de la Escuela de Salud Pública Mailman de la Universidad de Columbia. Su hermano, Gabe Bankman-Fried, es un ex comerciante de Wall Street y director de la organización sin fines de lucro Guarding Against Pandemics. Asistió al Canada/USA Mathcamp, un programa de verano para estudiantes de secundaria con talento matemático. Asistió a la escuela secundaria en Crystal Springs Uplands School en Hillsborough.
De 2010 a 2014, Bankman-Fried asistió al Instituto de Tecnología de Massachusetts. Allí, vivió en una casa grupal mixta llamada Epsilon Theta. En 2014, se graduó con una licenciatura en física y una especialización en matemáticas.

## Carrera profesional
En el verano de 2013, Bankman-Fried comenzó a trabajar en Jane Street Capital, una firma de prop trading, comercializando ETF internacionales. Inicialmente como becario, regresó allí a tiempo completo después de graduarse.
En septiembre de 2017, Bankman-Fried renunció a Jane Street y se mudó a Berkeley, donde trabajó brevemente en el Centro para el Altruismo Efectivo como director de desarrollo de octubre a noviembre de 2017. En noviembre de 2017, fundó Alameda Research, una firma de comercio cuantitativo. Desde 2021, Bankman-Fried poseía aproximadamente el 90 % de Alameda Research. En enero de 2018, Bankman-Fried organizó una transacción de arbitraje, moviendo hasta 25 millones de dólares por día, para aprovechar el precio más alto de bitcoin en Japón en comparación con Estados Unidos. Después de asistir a una conferencia sobre criptomonedas a fines de 2018 en Macao, se mudó a Hong Kong. Fundó FTX, un intercambio de derivados de criptomonedas, en abril de 2019, y luego lo lanzó al mes siguiente.
El 8 de diciembre de 2021, Bankman-Fried, junto con otros ejecutivos de la industria, testificó ante el Comité de Servicios Financieros en relación con la regulación de la industria de las criptomonedas.
El 12 de mayo de 2022, se reveló que Emergent Fidelity Technologies Ltd., propiedad mayoritaria de Bankman-Fried, había comprado el 7,6 % de las acciones de Robinhood Markets Inc.
En septiembre de 2022, se reveló que Bankman-Fried le había ofrecido a Elon Musk miles de millones de dólares para financiar su compra de Twitter. Según los mensajes publicados como parte de la demanda entre Twitter y Musk durante la adquisición de Twitter propuesta por este último, el 25 de abril de 2022, el banquero de inversiones Michael Grimes escribió que Bankman-Fried estaría dispuesto a comprometer hasta 5 mil millones de dólares.
Bankman-Fried invirtió más de 500 millones de dólares en firmas de capital de riesgo, incluidos 200 millones en Sequoia Capital. Sequoia publicó un brillante perfil de Bankman-Fried que posteriormente eliminó después de la crisis de solvencia en FTX.
Bankman-Fried ha declarado que es un partidario del altruismo eficaz y dice que busca ganar para dar como una carrera altruista. Es miembro de Giving What We Can y ha dicho que planea donar la gran mayoría de su riqueza a organizaciones benéficas efectivas a lo largo de su vida. Fundó FTX Future Fund para este propósito, que incluía a William MacAskill, uno de los fundadores del movimiento de altruismo efectivo. Después del colapso de FTX, todo el equipo renunció.

### Crisis de solvencia en FTX
En noviembre de 2022, el CEO de Binance, Changpeng Zhao, reveló en Twitter que su empresa tenía la intención de vender sus posesiones de FTT, el token de FTX. Binance recibió FTT como parte de una venta de su capital en FTX en 2021. Zhao publicó su tuit poco después de un informe de CoinDesk que indicaba que la mayor parte de las tenencias de Alameda, el fondo de cobertura de Bankman-Fried, estaban en FTT. Bloomberg y TechCrunch informaron que cualquier venta de Binance probablemente tendría un gran impacto en el precio de FTT debido al bajo volumen de operaciones del token. El anuncio de Zhao de la venta pendiente y las disputas entre Zhao y Bankman-Fried en Twitter provocaron una caída en el precio de FTT y otras criptomonedas. Zhao había criticado los esfuerzos de cabildeo de Bankman-Fried.
El 8 de noviembre, Zhao anunció que Binance había firmado un acuerdo no vinculante para comprar FTX debido a una crisis de liquidez en FTX. Zhao anunció además en Twitter que la empresa completaría las diligencias rápidamente, y agregó que todos los intercambios de cifrado deberían evitar el uso de tokens como garantía. También escribió que esperaba que FTT fuera "altamente volátil en los próximos días a medida que se desarrollen las cosas". El día del anuncio, FTT perdió el 80 por ciento de su valor. El acuerdo no habría incluido la venta de FTX.US. El 9 de noviembre, Bloomberg informó de que la adquisición de FTX por parte de Binance era "poco probable" debido al mal estado de las finanzas de FTX. Más tarde ese día, el Wall Street Journal informó que Binance se alejaba de la adquisición de FTX. Binance citó el mal manejo de los fondos de los clientes por parte de FTX y las investigaciones pendientes de FTX como las razones por las que la empresa no buscaría el acuerdo. En medio de la crisis, Bankman-Fried ya no era multimillonario, según el índice de multimillonarios de Bloomberg. El mismo día, el precio del token FTT cayó más del 80 por ciento en 24 horas.
También el 9 de noviembre, Bloomberg informó que la Comisión de Bolsa y Valores y la Comisión de Comercio de Futuros de Productos Básicos estaba investigando FTX y la naturaleza de sus conexiones con otras empresas de Bankman-Fried.
Fuentes anónimas citadas por Reuters afirmaron que Bankman-Fried había transferido al menos 4.000 millones de dólares de FTX a Alameda Research, sin ninguna divulgación a personas con información privilegiada o al público, a principios de 2022. Las fuentes dijeron que el dinero transferido incluía fondos de clientes y que estaba respaldado por FTT y acciones en Robinhood. Una fuente anónima citada por el Wall Street Journal declaró que Bankman-Fried había revelado que Alameda le debía a FTX alrededor de 10 mil millones de dólares que estaban garantizados a través de fondos de clientes almacenados en FTX cuando FTX tenía, en ese momento, 16 mil millones de dólares en activos de clientes.
Bankman-Fried renunció como CEO de FTX y fue reemplazado por John J. Ray III, el mismo día que FTX y entidades relacionadas se declararon en bancarrota en el estado de Delaware. El 13 de diciembre, Bankman-Fried fue arrestado bajo 8 cargos, incluyendo fraude electrónico. El 21 de diciembre fue extraditado a Estados Unidos.

## Política
Bankman-Fried fue el segundo donante individual más grande a causas demócratas en el ciclo electoral 2021-2022 con donaciones totales de 39,8 millones de dólares, solo por detrás de George Soros. De esta suma, 27 millones se entregaron a Protect our Future PAC, financiado por Bankman-Fried.
Bankman-Fried dijo en febrero de 2022 que sus contribuciones políticas no tenían como objetivo influir en sus objetivos políticos para el ecosistema de criptomonedas; sin embargo, FTX estaba circulando una lista de sugerencias para los legisladores en ese momento. Dijo en una entrevista que preferiría que la Comisión de Comercio de Futuros de Productos Básicos asumiera un papel más importante en la regulación y orientación de la criptoindustria. La CFTC tiene la reputación de favorecer regulaciones relativamente relajadas para la industria, en comparación con otros reguladores como la Comisión de Bolsa y Valores.
Bankman-Fried impulsó las regulaciones a través de la Ley de Protección al Consumidor de Productos Básicos Digitales (DCCPA) presionando ampliamente al Congreso, que se percibía como favorable a FTX pero perjudicial para la industria en general, especialmente sus competidores financieros descentralizados.
Bankman-Fried hizo pocas donaciones políticas cuando era estudiante, con la excepción de una contribución de 1,000 dólares a Michael Bennet a la edad de dieciocho años. En el ciclo electoral de 2020, contribuyó con $5.2 millones a dos súper PAC que apoyaron la campaña de Joe Biden. Fue el segundo donante individual más grande de Joe Biden en el ciclo electoral de 2020, donando personalmente 5.2 millones, solo superado por Michael Bloomberg.
Las contribuciones de junio de 2021 a febrero de 2022 fueron para miembros de ambos partidos. Incluyeron donaciones directas a las campañas republicanas de los senadores Susan Collins de Maine, Mitt Romney de Utah, Lisa Murkowski de Alaska y Ben Sasse de Nebraska.
Las contribuciones para el año 2022, hasta el 15 de agosto, también fueron para miembros de ambos partidos, con 105,000 dólares donados a conservadores y 35,872,000 donados a liberales, una proporción de 1:341 a favor de candidatos liberales.
En 2022, Bankman-Fried brindó apoyo financiero inicial para Protect Our Future PAC. Protect Our Future se lanzó como un comité de acción política demócrata con 10 millones de dólares en fondos iniciales con el objetivo de apoyar a "los legisladores que juegan a largo plazo en la formulación de políticas en áreas como la preparación y planificación para una pandemia", según Politico.

## Vida personal
Bankman-Fried es vegano. Vivía en un ático en las Bahamas con unos 10 compañeros de piso. Le encanta el videojuego League of Legends y su empresa, FTX, ha invertido en la organización de deportes electrónicos TSM, que incluyó el cambio del nombre de TSM a TSM FTX.